# Ronald Norrish
Ronald George Wreyford Norrish (n. 9 noiembrie 1897, Cambridge, Regatul Unit al Marii Britanii și Irlandei – d. 7 iunie 1978, Cambridge, Anglia, Regatul Unit) a fost un chimist britanic, laureat al Premiului Nobel pentru chimie (1967).